# Karl Josef von Bachmann
Karl Joseph Anton Leodegar von Bachmann (3 de marzo de 1734-3 de septiembre de 1792) fue un mercenario suizo al servicio de Francia, conocido como el comandante de la Guardias suizas durante la Insurrección del 10 de agosto de 1792.

## Familia
Karl Joseph von Bachmann nació en Näfels, Suiza, hijo de Karl Leonhard von Bachmann y Elisabeth Keller. Su padre era un mercenario al servicio de Francia que luchó en la guerra de sucesión española y la guerra de sucesión austriaca, alcanzando el rango de mariscal de campo. Su hermano era Niklaus Franz von Bachmann.

## Carrera militar en Francia
En 1749 Bachmann ingresó al ejército francés como cadete. Pronto fue ascendido a alférez en la compañía de su padre en el Régiment de Castella, y en 1750 fue ascendido a capitán de granaderos del mismo regimiento. Se convirtió en propietario de dos de las empresas del regimiento en 1756, y en 1762 fue ascendido a mayor del Régiment Waldner von Freudenstein. Durante este período en el que luchó en varios enfrentamientos de la guerra de los Siete Años.[cita requerida]
En 1764, Bachmann se unió a la Guardia Suiza como teniente coronel. Fue ascendido a brigadier en 1768, luego a mariscal de campo en 1770. Recibió la Real y Militar Orden de San Luis en 1778. En 1792, Bachmann se convirtió en propietario de una compañía del Regimiento de la Guardia Suiza.

### Insurrección del 10 de agosto de 1792
Bachmann estuvo a cargo directo de los 900 guardias suizos presentes durante la Insurrección del 10 de agosto de 1792, cuando los revolucionarios franceses asaltaron el Palacio de las Tullerías. El comandante nominal de la Guardia, el anciano coronel Louis-Auguste-Augustin d'Affry, se encontraba mal de salud y había delegado a Bachmann para llevar el regimiento al centro de París durante la noche del 9 de agosto. Habiendo desplegado a sus suizos para defender el palacio, el mayor Bachmann escoltó al rey Luis XVI y la Familia Real a la Asamblea Nacional, donde buscaron refugio. Por razones que no están claras, Bachmann no dio ninguna instrucción a sus subordinados que quedaron en las Tullerías.
 Posteriormente, alrededor de 650 guardias suizos fueron asesinados, ya sea durante los combates que estallaron espontáneamente poco después, o masacrados después de la rendición.
Detenido por los revolucionarios, el Mayor Bachmann fue acusado de traición por haber ordenado a la Guardia Suiza resistir el asalto al palacio real y ofender así a la "Majestad del Pueblo". Bachmann se negó a reconocer al tribunal que lo estaba juzgando, ya que los soldados suizos al servicio de Francia tenían derecho a ser juzgados por sus propios tribunales. Su juicio fue interrumpido en la tarde del 2 de septiembre de 1792 cuando ocurrió las Masacres de septiembre donde cientos de presos políticos fueron asesinados en las prisiones de Conciergerie y Abbaye. Una turba invadió la sala del tribunal donde el comandante Bachmann y otros guardias suizos estaban siendo juzgados ante el Tribunal oficial del 17 de agosto. La multitud se retiró cuando los jueces que presidían le ordenaron que despejara la sala y Bachmann "pasó ileso entre sus escombros de camino al cadalso".
Bachmann fue entonces formalmente sentenciado a muerte, y guillotinado el 3 de septiembre de 1792. Subió al andamio todavía vistiendo el abrigo rojo de la Guardia Suiza.

## ElLeón moribundoen Lucerna
El nombre de Bachmann está grabado en el Monumento del León en Lucerna, por Bertel Thorvaldsen, donde figura como segundo en la lista de la Guardia Suiza caída.